# Louis-Alexandre de Cessart

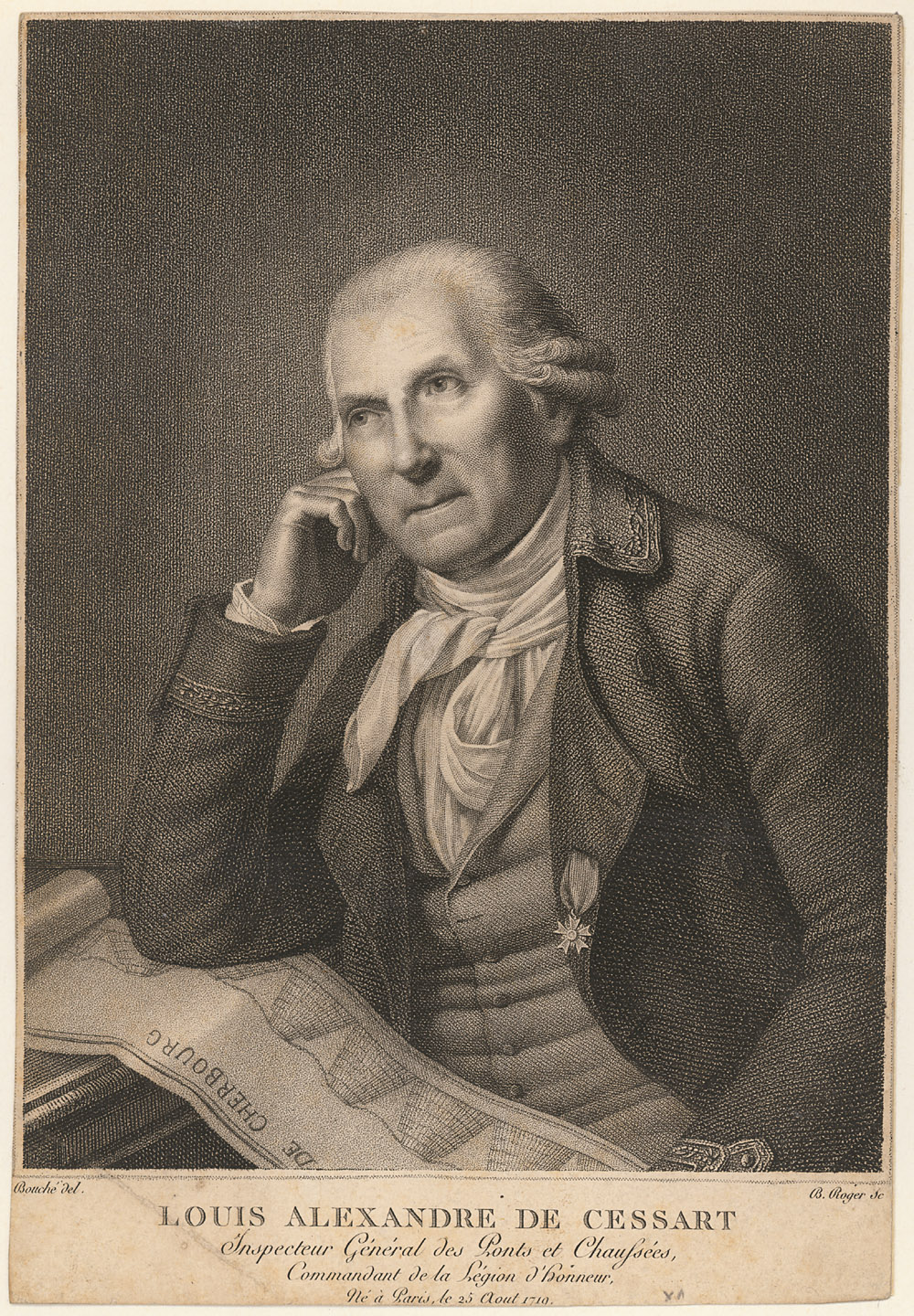

Louis-Alexandre de Cessart (* 25. August 1719 in Paris; † 12. April 1806 in Rouen) war ein französischer Bauingenieur.

## Leben
Im Alter von 23 wurde Cessart Soldat und nahm mit den Gendarmes de la garde am Österreichischen Erbfolgekrieg teil. 1745 wurde er in der Schlacht bei Fontenoy und im Jahr darauf in der Schlacht bei Roucourt ausgezeichnet.
1747 musste er die Garde aus gesundheitlichen Gründen verlassen. Er wurde in die in diesem Jahr gegründete und von Jean-Rodolphe Perronet geleitete École royale des ponts et chaussées aufgenommen, die er 1751 als Bauingenieur absolvierte.
Seine erste Aufgabe als Mitglied des Corps des ingénieurs des ponts et chaussées war der Bau der Brücke über die Loire in Saumur gemäß den Plänen und unter der Leitung von Jean-Baptiste de Voglie. Noch vor deren Fertigstellung wurde er 1767 zum Ingénieur en Chef ernannt und nach Alençon in der Normandie versetzt. 1776 folgte die Versetzung nach Rouen. Er führte dort Arbeiten am Hafen und an den Kaimauern durch, baute die Schleusen von Dieppe und Tréport und erweiterte den Hafen von Le Havre.
Im Rahmen der Pläne, das unbefestigte Cherbourg zu einem Kriegshafen auszubauen, wurde Cessart 1781 aufgefordert, Pläne für den Bau eines vier Kilometer langen Dammes für die zukünftige Reede vorzulegen. Er schlug vor, riesige kegelförmige Holzkisten zu bauen, sie an den vorgesehenen Platz zu schleppen und mit Steinen zu füllen. Nach erfolgreichen Tests begann er 1783 mit der Ausführung, mittlerweile zum inspecteur général des ponts et chaussées ernannt. Schäden durch Stürme, Geldmangel und die Einmischung durch Marine-Ingenieure führten dazu, dass er, inzwischen 72 alt, 1791 bat, ihn von weiteren Pflichten zu entbinden. Sein Nachfolger verwendete alte, vor Ort versenkte und mit Steinen gefüllte Schiffe.
In seinen freien Stunden entwickelte er eine Walze zur Bodenverdichtung, die er 1787 in der Versammlung der Ponts et chaussées vorstellte.
Nach seiner Rückkehr nach Paris plante er zwischen 1801 und 1802 die Pont des Arts, bevor er 1804 im Alter von 85 Jahren seinen endgültigen Abschied nahm. In den nächsten beiden Jahren schrieb er die Description des travaux hydrauliques.
Er starb am 12. April 1806 in Rouen im Alter von 87 Jahren.

## Schriften
- Description des travaux hydrauliques. Band 1. Renouard, Paris 1806 (Volltext in der Google-Buchsuche).
- Description des travaux hydrauliques. Band 2. Renouard, Paris 1808 (Volltext in der Google-Buchsuche).